# Diecezja Maiduguri
Diecezja Maiduguri – diecezja rzymskokatolicka  w Nigerii. Powstała w 1953 jako prefektura apostolska. Diecezja od 1966.

## Biskupi ordynariusze
- Biskupi
  - Bp Oliver Doeme (2009-)
  - Bp Matthew Ndagoso (2003 - 2007)
  - Bp Senan Louis O’Donnell, O.S.A. (1993 – 2003)
  - Bp James Timothy Kieran Cotter, O.S.A. (1966 – 1988)
- Prefekci apostolscy
  - Bp James Timothy Kieran Cotter, O.S.A. (1962 – 1966)